# 맨하탄 멜로드라마
맨하탄 멜로드라마(Manhattan Melodrama)는 미국에서 제작된 W.S. 밴 다이크 감독의 1934년 영화이다. 클라크 게이블 등이 주연으로 출연하였고 데이빗 O. 셀즈닉 등이 제작에 참여하였다.

## 출연

### 주연
- 클라크 게이블
- 윌리엄 파월

### 조연
- 마이어나 로이
- 레오 카리요
- 냇 펜들튼
- 조지 시드니
- 이사벨 주얼
- 뮤리엘 에반스
- 토머스 E. 잭슨
- 이자벨 키스
- 프랭크 콘로이
- 노엘 매디슨
- 지미 버틀러
- 미키 루니
- 셜리 로스

## 제작진
- 미술: 세드릭 기븐스

## 같이 보기
- 제너럴 슬로컴